# Chương Vũ
Chương Vũ (giản thể: 彰武县; phồn thể: 彰武縣; bính âm: Zhāngwǔ Xiàn) là một huyện thuộc địa cấp thị Phụ Tân, tỉnh Liêu Ninh, Trung Quốc. Huyện cách trung tâm Phụ Tân 82 kilômét (51 mi) về phía tây nam. Chương Vũ có khí hậu lục địa gió mùa, mùa đông dài và giá rét với nhiệt độ trung bình tháng giêng là −11,7 °C (10,9 °F), còn mùa hè nóng và ẩm với nhiệt độ trung bình tháng 7 là 24,1 °C (75,4 °F). Nhiệt độ trung bình năm là 7,54 °C (45,6 °F).

### Trấn
| - Chương Vũ (彰武镇) - Cáp Nhĩ Sáo (哈尔套镇) - Chương Cổ Đài (章古台镇) - Đông Lục Gia Tử (东六家子镇) | - Ngũ Phong (五峰镇) - Phùng Gia (冯家镇) - Hậu Tân Khâu (后新邱镇) - A Nhĩ Hương (阿尔乡镇) |

### Hương
| - Lưỡng Gia Tử (两家子乡) - Song Miếu (双庙乡) - Bình An (平安乡) - Mã Đường Hồng (满堂红乡) - Tứ Bảo Tử (四堡子乡) - Phong Điền (丰田乡) | - Tiền Phúc Hưng Địa (前福兴地乡) - Hưng Long Bảo (兴隆堡乡) - Hưng Long Sơn (兴隆山乡) - Đại Tứ Gia Tử (大四家子乡) - Tứ Hiệp Thành (四合城乡) - Đại Đức (大德乡) |

### Hương dân tộc
- Hương dân tộc Mông Cổ-Vi Tử Câu (苇子沟蒙古族乡)
- Hương dân tộc Mông Cổ-Nhị Đạo Hà Tử (二道河子蒙古族乡)
- Hương dân tộc Mông Cổ-Tây Đại Gia Tử (西六家子蒙古族满族乡)
- Hương dân tộc Mông Cổ-Đại Lãnh (大冷蒙古族乡)